# Rita Lello
Rita Guerra de Oliveira e Silva Lello, mais conhecida por Rita Lello (Lisboa, 20 de fevereiro de 1970), é uma actriz e encenadora portuguesa. Tem-se dedicado principalmente ao teatro, fazendo por vezes alguns papéis em novelas e séries. É filha dos actores Maria do Céu Guerra e Luís Lello.

## Biografia
Rita é formada em tradução e estudou teatro no Institut Franco Portugais. Estreou-se em teatro no ano de 1994 na Cornucópia com a peça "O Conto de Inverno" de Shakespeare. Posteriormente trabalhou com Mário Viegas em A Grande Magia de E. De Filippo. Na CTC (Companhia Teatral do Chiado) protagonizou as peças: "Uma Comédia Às Escuras" (1995), "Duas Comédias Sem Palavras" (1995), "Dá Raiva Olhar Para Trás" (1996), "Fora de Jogo" (1998), "O Pirata Que Não Sabia Ler" (1998), "A Menina Julia..." (1999), "Um Ouvido Só Para Ele" (2000), "A Profissão da Senhora Warren" (2003), Deixa-me Rir e Jantar de Idiotas, ambas encenadas por António Feio, Antígona (2007), Peça Para Dois (2008), Otelo (2009). "As Vampiras Lésbicas de Sodoma" de Charles Busch, com encenação de Juvenal Garcês no Teatro-Estúdio Mário Viegas.
Elaborou programas, traduziu textos de apoio, peças de teatro e fez apoio dramatúrgico para Hedda Gabler de H. Ibsen, A Menina Júlia de August Strindberg, As Obras Completas de William Shakespeare em 97 minutos, As Vampiras Lésbicas de Sodoma, O Bode expiatório de Fassbinder, Peça Para Dois de Tennessee Williams e Angel City de Sam Sheppard.
Para a infância escreveu e encenou A Princesa do Amor de Sal, uma adaptação livre de O Rei Lear de Shakespeare. Encenou e adaptou para a Infância também o texto "O Conto da Ilha Desconhecida" de José Saramago, e O Romance da Raposa de Aquilino Ribeiro no grupo teatral "A Barraca". Tem desenvolvido trabalho na área da formação teatral de crianças e jovens.
Encenou a Peça Para Dois de Tennessee Williams e A Bicicleta de Faulkner de heather McDonald e Angel City e Uma Réstia de Temor de Sam Sheppard, Resto Zero - poema cénico sobre Antígona de Watanabe, Fantasmas de H. Ibsen entre outros espectáculos n'A Barraca. O Crédito de Jordi Galceran na Uau/Auditório dos Oceanos CasinoLisboa. 
Em televisão desempenhou vários papéis desde 1985 (ano em que se estreia com "Só Acontece Aos Outros") destes os mais salientes foram "Bastidores", "Querido Professor", "Lusitana Paixão", "Santos da Casa", "Os Serranos", "A Escada", "Ilha dos Amores", "Vila Faia" e a série "Liberdade 21" com a qual foi nomeada na categoria de Melhor Actriz no Festival internacional de Monte Carlo.
Desde 2007 tem vindo a dar aulas de teatro, interpretação na ACT, Escola de Actores e de Laboratório Teatral e Audiovisuais no Curso de Artes do Espectáculo do Instituto para o Desenvolvimento Social e actualmente lecciona a cadeira de FCT na Escola Profissional de Teatro de Cascais.
É mãe de Vasco Guerra Lello da Encarnação da Silva , filho de José Fernando da Encarnação da Silva.

## Filmografia
| Ano         | Projeto                  | Papel                | Notas                 | Canal |
| ----------- | ------------------------ | -------------------- | --------------------- | ----- |
| 1985        | Só Acontece aos Outros   | Sara                 | Elenco Principal      | RTP1  |
| 1992        | A Porta                  | Princesa Princesinha | Pequena Participação  | RTP1  |
| 1999 - 2000 | Não és Homem Não és Nada | Mónica               | Elenco Principal      | RTP1  |
| 2000        | Residencial Tejo         |                      |                       | SIC   |
| 2000 - 2001 | Querido Professor        | Sara                 | Elenco Principal      | SIC   |
| 2001        | Bastidores               | Marta                | Elenco Principal      | RTP1  |
| 2001        | Segredo de Justiça       | Rosa                 | Elenco Adicional      | RTP1  |
| 2002        | Super Pai                | Mãe de Débora        | Elenco Adicional      | TVI   |
| 2003        | Santos da Casa           | Natcha               | Pequena Participação  | RTP1  |
| 2003 - 2004 | Lusitana Paixão          | Raquel Cohen         | Elenco Principal      | RTP1  |
| 2004        | Inspetor Max             | Autora               | Participação Especial | TVI   |
| 2005        | Tudo Sobre…              | Vários Papéis        | Participação Especial | RTP1  |
| 2005        | A Escada                 | Isabel               | Protagonista          | RTP1  |
| 2005 - 2006 | Os Serranos              | Sara Lagoa           | Elenco Principal      | TVI   |
| 2006 - 2007 | Jura                     | Paula                | Participação Especial | SIC   |
| 2007        | Ilha dos Amores          | Luísa Pestana        | Elenco Principal      | TVI   |
| 2007        | Conta-me como Foi        | Cliente de Margarida | Elenco Adicional      | RTP1  |
| 2008 - 2009 | Vila Faia                | Luísa Marinhais      | Elenco Principal      | RTP1  |
| 2010        | Cidade Despida           | Esmeralda            | Elenco Adicional      | RTP1  |
| 2011        | Tempo Final              | Ana                  | Elenco Adicional      | RTP1  |
| 2012        | Velhos Amigos            |                      | Elenco Adicional      | RTP1  |
| 2012        | Liberdade 21             | Sofia Martins        | Protagonista          | RTP1  |
| 2012 - 2013 | Dancin' Days             | Nicole Correia       | Elenco Principal      | SIC   |
| 2013        | Bem-Vindos a Beirais     | Sílvia               | Elenco Adicional      | RTP1  |
| 2013 - 2014 | Os Filhos do Rock        | Luísa                | Elenco Principal      | RTP1  |
| 2015        | Donos Disto Tudo         | Vários Papéis        | Pequena Participação  | RTP1  |
| 2015 - 2016 | Coração d'Ouro           | Maria Helena Fonseca | Participação Especial | SIC   |
| 2018 - 2019 | Alma e Coração           | Margarida Sousa Melo | Elenco Principal      | SIC   |
| 2019        | Lisboa Azul              | Jacinta              | Elenco Principal      | RTP1  |
| 2020 - 2021 | Nazaré (2.ª temporada)   | Amélia Marques       | Co- Antagonista       | SIC   |
| 2022        | Rua das Flores           | Hortênsia            | Elenco Adicional      | TVI   |
| 2023        | Braga                    | Júlia                | Elenco Adicional      | RTP1  |
| 2024        | Erro 404                 | Clara                | Elenco Adicional      | RTP1  |
| 2024        | A Filha                  | Isa                  | Elenco Principal      | TVI   |